# Xiphidiopsis altiterga
Xiphidiopsis altiterga is een rechtvleugelig insect uit de familie sabelsprinkhanen (Tettigoniidae). De wetenschappelijke naam van deze soort is voor het eerst geldig gepubliceerd in 1998 door Sänger & Helfert.